# الماركسية والدين
كارل ماركس، الفيلسوف الألماني التابع لحقبة القرن التاسع عشر هو المؤسس والعالم النظري الأساسي للنظرية الماركسية. كان لماركس موقفًا متناقضًا ومعقدًا تجاه الدين حيث نظر إليه في المقام الأول على أنه «كيان الظروف العدمي الروح» أو «أفيون الشعوب» لأنه كان يُستخدم من قبل الطبقات الحاكمة ليعطي الطبقات العاملة أملًا كاذبًا منذ آلاف السنين.
في نفس الوقت، رأى ماركس الدين كشكلٍ من أشكال الاحتجاج من قبل الطبقات العاملة ضد ظروفهم الاقتصادية السيئة وعزلتهم. في التفسير الماركسي-اللينيني للنظرية الماركسية التي طورها في المقام الأول الزعيم السوفيتي الراديكالي جوزيف ستالين، يُنظر إلى الدين على أنه يؤخر التنمية البشرية. نتيجةً لذلك، نفذ عدد من الحكومات الماركسية-اللينينية في القرن العشرين مثل الاتحاد السوفييتي بعد فلاديمير لينين وجمهورية الصين الشعبية في عهد ماو تسي تونغ قواعد لتقديم الإلحاد الحكومي.

## العلماء النظريون السياسيون والثوريون على الدين

### كارل ماركس مواجهًا للدين
كانت وجهات نظر كارل ماركس الدينية موضوعًا دسمًا للنقاش، وذكر في مقالته الشهيرة بعنوان «نقد فلسفة الحق عند هيجل»:
إن إلغاء الدين الذي يُعتبر سعادة وهمية للشعب هو المطلب لسعادتهم الحقيقية. إن دعوتهم للتخلي عن أوهامهم المتعلقة بحالتهم هي أن ندعوهم للتخلي عن تلك الحالة التي تتطلب أوهامًا. لذلك، فإن نقد الدين هو انتقاد تلك الحالة التي يكون الدين هو هالتها.
```
لم يعترض ماركس على الحياة الروحية حيث كان يعتقد أنها ضرورية جدًا. في كتاب "أجور العمل" الذي أُلِّف في عام 1844، كتب ماركس: "لكي يتطور الإنسان في قدرٍ أكبر من الحرية الروحية، يجب أن يكسر الناس عبودية حاجاتهم الجسدية حيث يجب أن يتوقفوا عن أن يكونوا عبيدًا للجسد. يجب عليهم جعل الوقت تحت تصرفهم للنشاط الإبداعي الروحي والتمتع الروحي.
[
5
]
[
6
]
```

## فلاديمير لينين مواجهًا الدين
كان فلاديمير لينين ينتقد الدين بشدّة حيث قال في كتابه بعنوان «الدين»:
وقال في كتاب «موقف حزب العمال من الدين»:
قول ماركس هذا هو حجر الزاوية في كل الأيديولوجية الماركسية حول الدين. تعتبر الماركسية جميع الديانات والكنائس الحديثة وكل نوع من المنظمات الدينية كأجهزة للتفاعل البورجوازي، وتُستخدم لحماية الاستغلال وسوء الطبقة العاملة.

### نيكولاي بوخارين وإيفجيني بريوبرازهينسكي في مواجهة الدين
في كتابهم المؤثر "The ABC of Communism"، تحدث نيكولاي بوخارين وإيفجيني بريوبرازهينسكي بشدة ضد الدين وقالا: «إن الشيوعية لا تتوافق مع العقيدة الدينية».
أُعطيت الكثير من الأهمية للعلمانية وعدم العنف تجاه المتدينين:

## في الدول المؤيدة للنظرية الماركسية

### الدين في الاتحاد السوفيتي
الاتحاد السوفييتي كان بقعة ملحدة حيث كان الدين غير مهمًا إلى حدٍ كبير وفي بعض الأحيان اضطُهد بشدة. وفقًا لمصادر سوفيتية، ما زال أكثر من ثلث الشعب في البلاد يعتنقون الإيمان الديني (المسيحية والإسلام بشكلٍ كبير). ينتمي المسيحيون إلى كنائس مختلفة مثل الأرثوذكسية التي كان لها أكبر عدد من الأتباع، الكاثوليكية والمعمدانية والطوائف البروتستانتية الأخرى. أغلبية المؤمنين الإسلاميين كانوا من السنة بينما اليهودية كان عندها العديد من الأتباع.
من أجل جمع الدعم من الجماهير خلال الحرب العالمية الثانية، أعادت حكومة ستالين فتح آلاف المعابد وقامت بإخماد عصبة الملحدين المتشددين.
تباين دور الدين في الحياة اليومية للمواطنين السوفييت بشكل كبير، ولكن ثلثي السكان السوفييت كانوا غير متدينين. أعلن حوالي نصف الناس، بما في ذلك أعضاء من الحزب الشيوعي الحاكم ومسؤولين حكوميين رفيعي المستوى عن إلحادهم. بالنسبة لغالبية المواطنين السوفييت، بدا الدين غير مترابط.

### الدين في جمهورية ألبانيا الشعبية الاشتراكية
أُعلنت ألبانيا دولة ملحدة من قبل أنور خوجة. كان الدين في ألبانيا خاضعًا للمصلحة القومية خلال فترات الانتعاش الوطني. خلال أواخر القرن التاسع عشر وكذلك عندما أصبحت ألبانيا دولة، قُمعت الأديان من أجل تحسين توحيد الألبان، واستُخدمت هذه القومية أيضًا لتبرير الموقف الشيوعي للإلحاد بين عامي 1967 و 1991. طُبِّقت هذه السياسة بشكلٍ رئيسي وشُعر بها داخل حدود الدولة الألبانية الحالية مما أدى إنتاج أغلبية غير دينية في السكان.

### الدين في جمهورية الصين الشعبية
تأسست جمهورية الصين الشعبية في عام 1949 وظل الكثير من تاريخها المبكر يتخذ موقفًا عدائيًا تجاه الدين حيث كان يُنظر إليه على أنه رمز للإقطاعية والإستعمار الأجنبي. تحولت دور العبادة بما في ذلك المعابد والمساجد والكنائس إلى مباني غير دينية للاستخدام العلماني.
```
خُفف هذا الموقف إلى حدٍ كبير في أواخر 1970 مع نهاية الثورة الثقافية. منذ منتصف التسعينيات، كان هناك برنامج ضخم لإعادة بناء المعابد البوذية التي دُمرت في الثورة الثقافية. ومع ذلك، فإن الحزب الشيوعي الصيني ما زال ملحدًا بشكل صريح والدين منظم بشدة، الكنائس والمساجد والمعابد التي تديرها الدولة مسموح بها للعبادة.
[
10
]
```

### الشيوعية والإيمان البهائي
يتقدم كتاب لجمعية الدراسات البهائية كحوار بين مدرستي الفكر. يكشف تحليل أن العقيدة البهائية هي بيان مذهبي ومجتمع منظّم ناشئ في الوقت الحاضر وهي تعاونية للغاية بطبيعتها مع عناصر تتوافق مع مختلف خيوط الفكر الماركسي والفكر الأناركي وابتكارات الفكر التحرري الأحدث.

### الشيوعية والديانات الإبراهيمية

#### الشيوعية والمسيحية
يمكن النظر إلى الشيوعية المسيحية على أنها شكل راديكالي للإشتراكية المسيحية. إنها نظرية لاهوتية وسياسية تستند إلى الرأي القائل بأن تعاليم يسوع المسيح تجبر المسيحيين على دعم الشيوعية كنظامٍ إجتماعي مثالي. على الرغم من عدم وجود اتفاق عالمي حول التاريخ المحدد الذي تأسست فيه الشيوعية المسيحية، يؤكد العديد من الشيوعيين المسيحيين أن الأدلة الواردة في الكتاب المقدس تشير إلى أن أول المسيحيين، بما في ذلك الرسل، قد خلقوا مجتمعهم الشيوعي الخاص في السنوات التي تلت موت يسوع وقيامته. على هذا النحو، يقول العديد من دعاة الشيوعية المسيحية إن يسوع كان يدّرسها وكان يمارسها الرسل أنفسهم.

#### الشيوعية والإسلام
في الفترة من أربعينيات القرن العشرين وحتى الستينيات، اتحد الشيوعيون والإسلاميون أحيانًا في معارضة الإستعمار والسعي إلى الاستقلال الوطني. كان حزب توده الشيوعي الإيراني متحالفًا مع الإسلاميين في تمردهم الناجح في نهاية المطاف ضد الشاه بهلوي في عام 1979.

#### الشيوعية واليهودية
خلال الحرب الأهلية الروسية، كان يُنظر إلى اليهود على أنهم متعاطفون مع الشيوعية حيث قُتل الآلاف في المذابح من قبل الجيش الأبيض. خلال الذعر الأحمر في الولايات المتحدة في الخمسينات من القرن العشرين، أكد ممثل اللجنة اليهودية الأمريكية للجنة مجلس النواب المعنية بالأنشطة غير الأمريكية أن اليهودية والشيوعية غير متوافقين تمامًا.
من ناحيةٍ أخرى، فإن بعض اليهود الأرثوذكس، بما في ذلك عدد من الشخصيات الدينية البارزة، أيّدوا بنشاط إما الأناركية أو الماركسية من الشيوعية. ومن الأمثلة على ذلك الحاخام يهودا اشلاغ، الشيوعي التحرري الصريح، والزعيم الثوري الروسي والإقليمي اسحق شتاينبرغ والحاخام أبراهام بيك وهو ناشط شيوعي أميركي.